# Кок-Хаак
Кок-Хаак — село в Каа-Хемском кожууне Республики Тыва. Административный центр и единственный населённый пункт Кок-Хаакского сумона.

## История
Основано в 1905 году русскими переселенцами, по фамилии первопоселенца получил название посёлок Медведевский. В 1941 г. организована сельхозартель имени Ворошилова (с 1951 г. — колхоз), в 1958 г. переименован в колхоз «Путь к коммунизму».. В 1963 году указом Президиума Верховного Совета РСФСР село Медведевка переименовано в Кок-Хаак.

## География
Село находится у р. Малый Енисей.
Улицы
ул. Зелёная, ул. Центральная.
К селу примыкают местечки (населённые пункты без статуса поселения) м. Агеев Лог, м. Ажык Бажы, м. Ара-Хонар, м. Бай-Сагаан, м. Белдир-Шат, м. Биче Саарал, м. Верхний Сухой Лог, м. Глиняная горка, м. Кара-Суг, м. Красноармейская, м. Куда болур, м. Кудук Ишти, м. Кургаг-Доргун, м. Малый Ажык, м. Нижний Сухой Лог, м. Саргал большой, Саргал малый, м. Саргал-Аксы, м. Сарыг-Булун, м. Серебряный Увал, м. Скотомогильник, м. Старый Кульстан, м. Суглуг-Доргун, м. Угулуг, м. Улуг Саарал, м. Хадын арыг, м. Шыргай.

## Население
| 2002 | 2010 | 2011 | 2012 | 2013 | 2014 | 2015 |
| ---- | ---- | ---- | ---- | ---- | ---- | ---- |
| 564  | ↘396 | →396 | ↘380 | ↗383 | ↘374 | ↗389 |
| 2016 | 2017 | 2018 | 2019 | 2020 | 2021 |      |
| ↗399 | ↗405 | ↘399 | ↘397 | ↘394 | ↘391 |      |